# Cómpeta
Cómpeta és un municipi d'Andalusia, a la província de Màlaga. Està situat al costat sud de la Sierra de Almijara i és a 638 metres sobre el nivell del mar. Dista 8,5 quilòmetres de Sayalonga i 27,8 de Vélez-Málaga, i la distància que el separa de Màlaga capital és de 61,8 km.